# جدول الرموز الصينية القياسية العامة
جدول الرموز أو المقاطع الصينية القياسية العامة ((البينيين: Tōngyòng Guīfàn Hànzì Biǎo)) هي القائمة القياسية الحالية المؤلفة من 8105 رمزا صينيًا والتي نشرتها حكومة جمهورية الصين الشعبية وأصدرتها في يونيو 2013. ومن بين الأحرف المدرجة، صنفت 6500 على أنها شائعة، وهو أقل من القائمة السابقة التي ضمت 7000 رمزا من الرموز الشائعة الاستخدام في الصينية الحديثة، بينما صنفت 3500 رمزا على أنها متكررة الاستخدام، كما هو الحال في قائمة الرموز شائعة الاستخدام في اللغة الصينية الحديثة.
تقدم القائمة أيضًا جدولًا رسميًا للمطابقات بين الأحرف الصينية المبسطة والأحرف الصينية التقليدية (تعيين كل من الأشكال «القياسية» و «المتغيرة» المختارة)، والتي تعمل بشكل فعال كمخطط توحيد قياسي في بر الصين الرئيسي للأحرف التقليدية.